# Work (chanson de Masters At Work)
Pour les articles homonymes, voir Work.
Singles de Masters At Work
Like a Butterfly
(2001) Dubplate Special 2
(2002)
Work est une chanson du duo de producteur américain de musique house Masters At Work sortie en 2002 sous le label Sony BMG Music. La chanson a été écrite par Anastas Hackett, Harkness Taitt et produite par les Masters At Work. La chanson est interprétée par la chanteuse Denise Belfon. Le single se classe dans le top 10 en Belgique (Wallonie et Flandre).
En 2007, une nouvelle version sort, et rencontre un grand succès dans les clubs. Commercialement, le single se classe dans les hit-parades en Espagne, en Finlande et aux Pays-Bas. Un clip vidéo sort pour cette version.

## Classement par pays
Work version 2002
| Classement (2002-2003)                  | Meilleure position |
| --------------------------------------- | ------------------ |
| Belgique (Wallonie Ultratop 50 Singles) | 6                  |
| Belgique (Flandre Ultratop 50 Singles)  | 8                  |
| Finlande (Singles Top 20)               | 8                  |

Work version 2007
| Classement (2007)                  | Meilleure position |
| ---------------------------------- | ------------------ |
| Espagne (PROMUSICAE)               | 13                 |
| Finlande (Suomen virallinen lista) | 8                  |
| France (Club 40)                   | 3                  |
| Pays-Bas (Nederlandse Top 40)      | 31                 |